# Marie-Antoine Tchibinda
Pour les articles homonymes, voir Tchibinda.
Marie-Antoine Tchibinda, née vers 1878 à Mayumba et morte à Loango le 1er septembre 1895 est la première religieuse de l'Église catholique de la république du Congo (RC), alors colonie française du Congo.

## Biographie
Marie-Antoine Tchibinda nait à Mayumba, petite ville côtière située au sud du Gabon, dans la province de la Nyanga, sous le nom de Tchibinda, d'un père négociant espagnol qui l'abandonne très tôt avec sa mère, une autochtone de l'ethnie vili. Cette dernière n'hésite pas à confier sa fille à un Français qui se rendait à Loango, pour une modique somme. La jeune enfant est ensuite élevée par l'épouse d'un sergent sénégalais.
L'acquéreur ayant été rappelé d'ugence en métropole, il embarque avec l'enfant sur Le Héron, un navire de guerre, le 10 novembre 1889.
Le Père Giron, originaire de Bretagne, premier curé de Loango est également à bord. Il interpelle l'Européen, outré par la présence de l'enfant de constitution fragile sur le pont.
Avec l'aide du commandant de bord, du médécin de la colonie et des commerçants, le curé libère la jeune métisse et la confie le soir même à Mère Saint-Charles, gouvernante des sœurs européennes de Loango et fondatrice du noviciat des réligieuses autochtones (congrégation des Petites Sœurs de Saint Pierre Claver) en 1892, sous l'égide de Mgr Hippolyte Carrie, le vicaire apostolique de Loango,.
Baptisée le 5 avril 1890 à Loango en prenant le prénom d'Angèle, Tchibinda fait sa première communion le 12 avril 1891. Elle fait ses débuts au postulat dans la Congrégation des Petites Sœurs de Saint-Pierre Claver. Sa confirmation a lieu le 5 juin 1892 et le début de son noviciat (prise de voile) en 1894.
Vaincue par la tuberculose, Sœur Marie-Antoine Tchibinda meurt à Loango, le 1er septembre 1895  dans la fleur de l'âge à 17 ans. Elle est inhumée le lendemain, en présence du personnel de la Mission, le village chrétien et les deux dames européennes habitant Loango,, dont madame Carrieu, femme du commissaire-trésorier de la colonie.